# Маккей, Фрэнк
Фрэнк Джей Маккей (англ. Frank Jay MacKey; 20 марта 1852, Гильбоа, штат Нью-Йорк — 24 февраля 1927, Риверсайд, Калифорния) — американский игрок в поло, чемпион летних Олимпийских игр 1900.
На Играх 1900 Маккей входил в состав первой смешанной команды. Она сначала обыграла французскую сборную в четвертьфинале, ещё одну смешанную команду в полуфинале, и ещё одну в финале, получив золотые медали.